# Джулі Гарднер
Джулі Енн Гарднер (англ. Julie Gardner; нар. 4 червня 1969) — валлійська телепродюсерка, виконавчий продюсер відродженого у 2005 році телесеріалу «Доктор Хто» і його спін-оффів «Торчвуд» та «Пригоди Сари Джейн». Працювала над «Доктором Хто» з 2003 до 2009 року, перш ніж переїхати до Лос-Анджелеса для роботи на «BBC Worldwide». У 2015 році Гарднер стала співзасновником продюсерської компанії Bad Wolf, найбільш відомої за серіалом BBC His Dark Materials, в якому Гарднер також є виконавчим продюсером.

## Ранній життєпис
Гарднер народилася 1969 року в місті Ніт. Відвідувала школу Llangatwg Comprehensive і коледж Neath Port Talbot, де була відмінницею з вищими оцінками з англійської мови, історії та акторської майстерності. Вона вивчала англійську в коледжі Королеви Мері, Лондонському університеті. У коледжі «Rhondda» вона викладала англійський рівень Advanced, доки в середині 1990-х років не вирішила попрацювати в телеіндустрії.

## Кар'єра на телебаченні
Її першою професією на телебаченні стала робота секретаря продюсера телесеріалу ВПС « 'Наші друзі на півночі» (в головній ролі Крістофер Екклстон). Потім стала сценаристом у таких серіалах, як «Безмовний свідок» та «Містерії Місіс Бредлі».
У 2000 році Гарднер почала працювати як продюсерка на London Weekend Television. Там вона спродюсувала фільми «Я і місіс Джонс» та оновлену версію «Отелло», написану Ендрю Девісом (у головних ролях Емон Волкер та Крістофер Екклстон). Під час роботи на LWT Гарднер почала працювати з продюсером Расселлом Ті Дейвісом над драмою «Казанова».
У 2003 році Джулі повернулася на ВВС . Першим її завданням було очолити відродження серіалу « Доктор Хто». Гарднер негайно уклала контракт із Девісом, який саме думав над продюсуванням та написанням «Доктора Хто». Вони почали працювати над поверненням програми на екрани Великої Британії. Нові серії «Доктора Хто» вийшли у березні 2005 року.
Гарднер була представником ВВС під час виробництва романтичної комедії «Дівчина в кафе» (2005), написаної Річардом Кертісом . Інші її роботи: «33 травня» (2004); «Батько» (2005); «Справа Чаттерлей» (2006) та серіал «Життя на Марсі» (2006—2007).
Гарднер та Девіс також створили два спін-офф Доктора Хто — «Торчвуд», призначений для дорослих, та « Пригоди Сари Джейн», орієнтований на дітей, на відміну від «Доктора Хто», який призначений для сімейного перегляду.
Гарднер отримала визнання за розквіт драми в Уельсі. У 2007 році кардіффський сценарист Ендрю Девіс назвав її «найкращим, що коли-небудь траплялося з уельською драмою» У березні 2009 року було оголошено, що Гарднер хоче приєднатися до « BBC Worldwide America» у Лос-Анджелесі, як виконавчий продюсер, відповідальний за сценарій проєктів.
У 2015 році Гарднер разом із керівницею англійського телебачення Джейн Трентер заснували продюсерську компанію Bad Wolf. Відтоді, вони продюсували численні серіали, зокрема «Ніч», «Темні матерії» та «Промисловість».

## Особисте життя
Наприкінці 2009 року було оголошено, що Джулі Гарднер була на п'ятому місяці вагітності, а її первісток, Гекльберрі, який народився від звукозаписувача телесеріалу «Доктора Хто» Джуліана Говарта, народився на початку літа 2010 року.